# Der Ranger – Paradies Heimat: Junge Liebe
Junge Liebe ist ein deutscher Fernsehfilm von Imogen Kimmel aus dem Jahr 2020. Es handelt sich um den fünften Film der ARD-Reihe Der Ranger – Paradies Heimat. Die deutsche Erstausstrahlung erfolgte am 22. Januar 2021 auf dem ARD-Sendeplatz „Endlich Freitag im Ersten“.

## Handlung
Als Jonas Waldeck bei einem Waldumgang unvermittelt in eine Schlingfalle tritt, kann ihn Christoph retten. Kurz darauf finden sie noch weitere Fallen die von Wilderern ausgelegt wurden. Kurze Zeit später beobachtet er den 17-jährigen Julian, der in einer Blockhütte wohnt, die seiner Tante gehört. Er hat den Verdacht, dass er der Wilderer ist, vor allem auch, weil er dort auch alte Fallen am Haus sieht. Aber Julian versteckt sich dort mit seiner schwangeren Freundin Lena vor ihren Eltern. Denn die Mutter der erst 16-jährigen Lena will ihre Tochter dazu drängen, das Kind zur Adoption freizugeben. Julians Vater war bis vor kurzem im Betrieb von Lenas Mutter angestellt, hat aber wegen eines Arbeitsunfalls die Stelle verloren und erfolglos auf Schadensersatz geklagt, weil er nun behindert ist.
Emilia hat Ferien und kehrt für zwei Wochen zurück in den Park. Jonas zeigt ihr zwei junge Luchse, die sie demnächst auswildern kann. Seine Mutter hilft bei einer Blutspendenaktion und stellt dabei zufälligerweise fest, dass ihr Sohn und Karl Nollau beide die gleiche seltene Blutgruppe 0 minus haben. Sie lässt daraufhin heimlich einen DNA-Test machen. Rike hat ein Date mit dem neuen Servicetechniker Jan, das sich bis in den nächsten Morgen zieht. Emilia gesteht Jonas, dass sie einen One-Night-Stand mit ihrem Ex-Freund Moritz hatte, den sie aber bereits bereut. Jonas ist gekränkt und läuft davon. In der Nacht sehen er und Christoph den Wilderer, da Julian auch im Wald herumschleicht, weil er Autolärm gehört hat, unternehmen sie nichts. Julian will den Wilderer stellen, wird von ihm aber niedergeschlagen. Monika hat das Resultat vom DNA-Test bekommen, welches bestätigt, dass Karl Nollau Jonas Vater ist. Nun weiß sie nicht, wie sie es den beiden beibringen soll. Moritz taucht auch auf und will Druck auf Emilia ausüben, dass sie zu ihm zurückkehrt. Jonas sieht die beiden und macht Emilia eine Szene. Sie packt daraufhin ihre Sachen und zieht ins Hotel. Kai versucht ihr zu erklären, wie schwierig die Situation für Jonas ist und empfiehlt ihr, mit ihm zu reden.
Lenas Mutter hat eine Vermisstenanzeige aufgegeben, die auch auf der Rangerstation landet. Jonas geht zu Julian und Lena und bittet sie, ihren Eltern zu sagen, wo sie sind. Ansonsten müsste er es tun. Bei einem Besuch bei Julians Vater erfährt Lenas Mutter, dass Julian eine Bewährungsstrafe verbüßen muss, weil er seine Sozialstunden nicht geleistet hat. Sie konfrontiert ihre Tochter damit, die ihr nicht glaubt. Karl Nollau, der in der Zwischenzeit weiß, dass er Jonas Vater ist, taucht unvermittelt bei ihm auf und bietet ihm einen Job bei sich an. Auch sonst verhält er sich sehr komisch, was Jonas skeptisch macht. Emilia hat ihre Sachen gepackt und will abreisen, sie ignoriert auch die Anrufe von Jonas. Lenas Mutter setzt ihre Tochter weiter unter Druck und droht ihr, dass sie die Polizei einschaltet, wenn sie nicht freiwillig nach Hause kommt. Die beiden Jungen beschließen daraufhin, nach Tschechien zu flüchten.
Karl Nollau will Monika am zukünftigen Standort seines Projekts etwas zeigen, dabei stolpert er unglücklich und verletzt sich am Bein. Monika ruft Jonas zu Hilfe, auf dem Weg ins Krankenhaus bedankt sich Karl bei Jonas mit „mein Sohn“. Später im Krankenhaus erzählt Monika Jonas endlich auch die Wahrheit. Emilia hat ihre Meinung geändert und ist zurückgekehrt um im Park zu helfen. Zufällig entdeckt sie den Wilderer und ruft Jonas zu Hilfe. Gemeinsam können sie den Mann überwältigen und der Polizei übergeben. Jonas entschuldigt sich bei seiner Mutter, weil er eingesehen hat, dass sie nicht wusste, dass Karl Nollau sein Vater ist. Bei Lena setzen auf dem Weg zur Grenze die Wehen ein. Emilia will Jonas gerade erklären, was sie alles falsch gemacht hat, als ihn ein Anruf von Julian erreicht.  Da die Rettung zu lange hätte machen sich Jonas und Emilia auf den Weg zu den beiden. Die Wehen sind schon so weit, dass es nicht mehr ins Krankenhaus reicht. So kommt das Baby in einem Unterstand auf die Welt. Lenas Mutter und Julians Vater versprechen, den beiden zu helfen, vor allem solange wie Julian ins Gefängnis muss. Emilia gesteht Jonas, dass sie nur ihn liebt, ihren Job in Greifswald aufgibt und bei ihm bleiben will.

## Hintergrund
Junge Liebe wurde unter dem Arbeitstitel Der Ranger 5 zeitgleich mit der sechsten Folge Sturm vom 21. Juli bis zum 16. September 2020 in der Sächsischen Schweiz gedreht. Produziert wurde der Film von der Neuen deutschen Filmgesellschaft.

## Rezeption

### Einschaltquote
Die Erstausstrahlung am 22. Januar 2021 im Ersten wurde von 5,57 Millionen Zuschauern gesehen, was einem Marktanteil von 16,6 % entspricht.

### Kritiken
Die Kritiker der Fernsehzeitschrift TV Spielfilm zeigten mit dem Daumen geradeaus und vergaben für die Spannung einen von drei möglichen Punkten. Das Fazit lautete: „TV-Heimatabenteuer Waldmeister Jonas kümmert sich im Nationalpark Sächsische Schweiz um Teenie-Eltern und Babyluchse. Sehr seicht.“.